# Kuribayashi
Kuribayashi, devenu Petri Camera en 1962, était un fabricant japonais d'appareils photographiques. La société a cessé sa production d'appareils photo à la fin des années 1970.

## Modèles fabriqués

### Format 35 mm

#### Télémétriques
- Petri 35
- Petri 35 Color Corrected Super
- Petri E.bn
- Petri Prest
- Petri 7
- Petri 7s
- Petri 7s II
- Petri Racer
- Petri Pro 7
- Petri Computor 35
- Petri Computor II
- Petri ES Auto

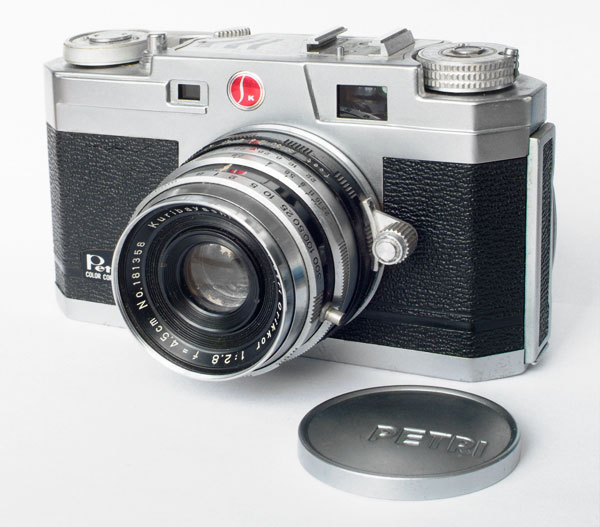
Petri 2.8 Color Corrected Super, 1957
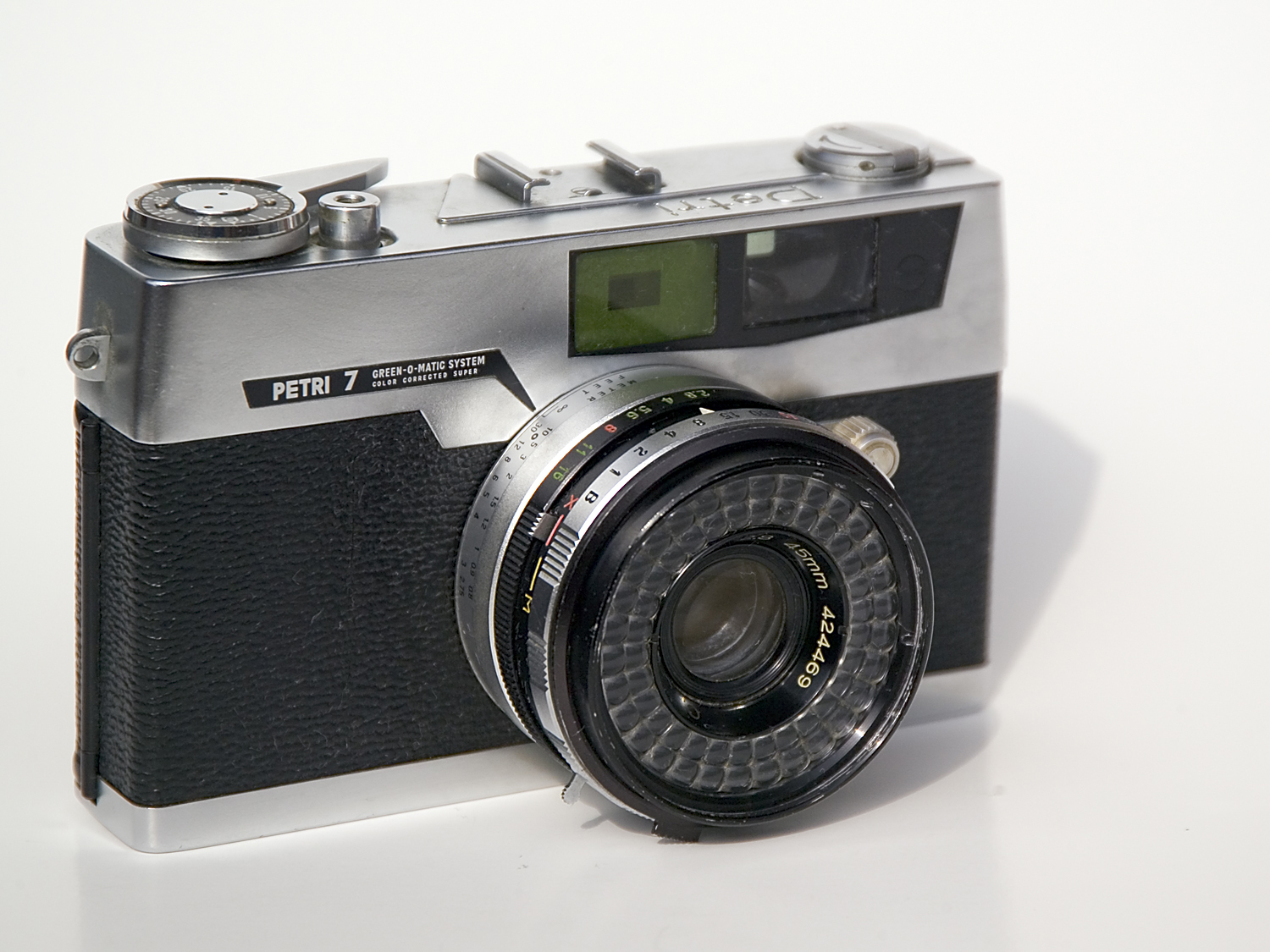
Petri 7
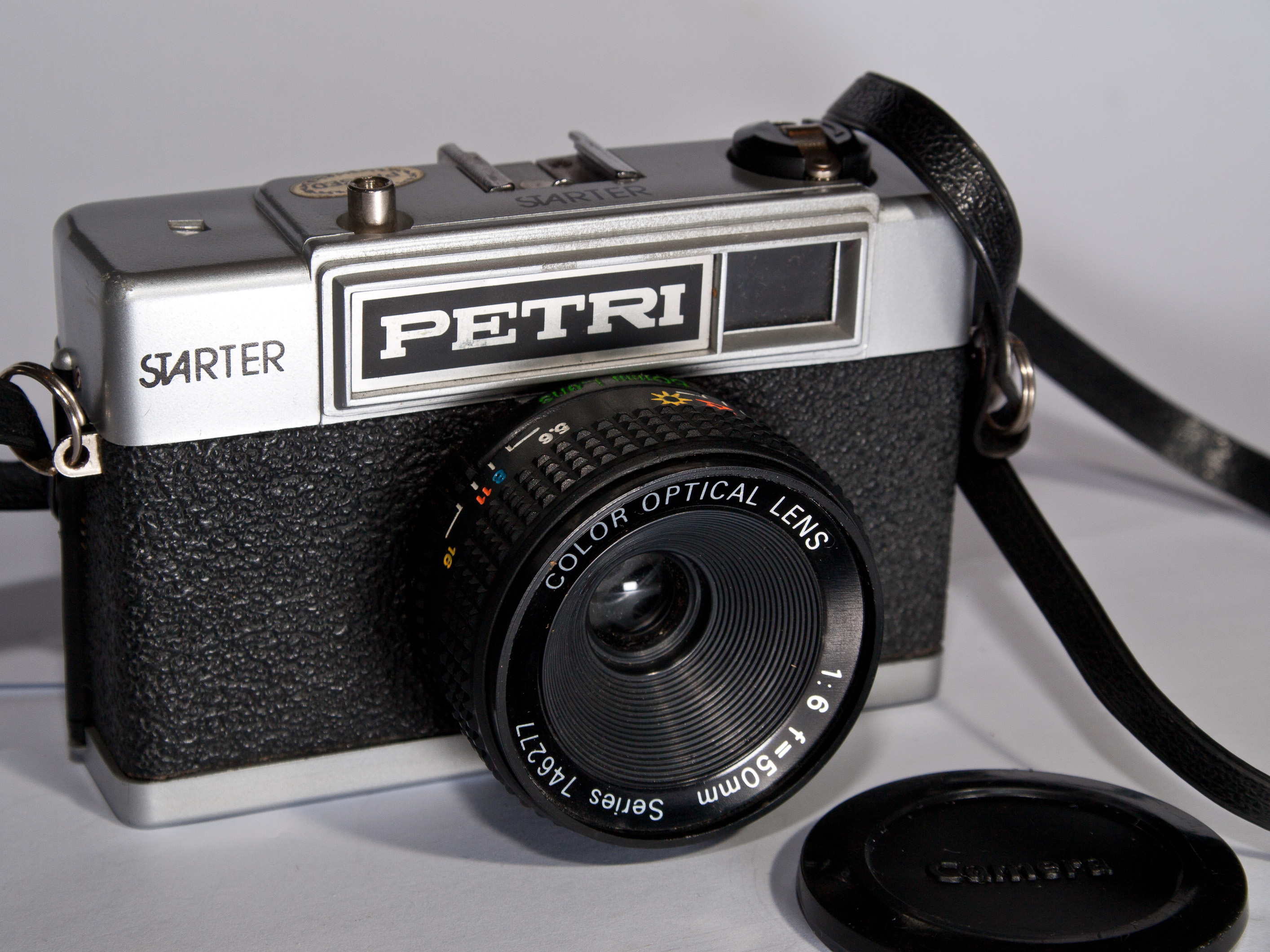
Petri Starter

#### Compacts
- Petri Color 35
- Petri Color 35 D
- Petri Color 35 E
- Petri Micro Compact

#### Compacts demi-format
- Petri Half
- Petri Compact
- Petri Compact E
- Petri Half 7

#### Reflex
- Petri Flex
- Petri Flex 7
- Petri Penta
- Petri V VI
- Petri V VI II
- Petri FT
- Petri TTL
- Petri FTE
- Petri FT II
- Petri FT EE
- Petri FT 1000
- Petri FA-1
- Petri MF-1
- Petri TTL-2

### Format 120

#### Appareils à soufflet 4,5×6 cm
- Semi First
- U Semi First
- BB Semi First
- Semi Rotte
- BB Semi Rotte
- Baby Semi First
- BB Baby Semi First
- Auto Semi First (rangefinder)
- Hokoku
- Mizuho
- Kuri
- BB Kuri
- Petri
- Karoron and Karoron S
- Karoron RF and Petri RF
- Petri Super and Petri Super V

#### Appareils à soufflet 6×6
- First Six
- U First Six

#### Appareils à soufflet 6×9
- First Roll
- First Center

#### Reflex bi-objectif 6×6
- First Reflex
- Petriflex

### Format 127
- Eagle
- Speed Pocket
- Baby First
- Molby

### Appareils à plaques
- Speed Reflex
- Mikuni
- First
- First Etui
- Kokka